# Gaddi Aguirre
Gaddi Axel Aguirre Ledesma (ur. 31 marca 1996 w Guadalajarze) – meksykański piłkarz występujący na pozycji środkowego lub prawego obrońcy, od 2021 roku zawodnik Atlasu.